# سخرية

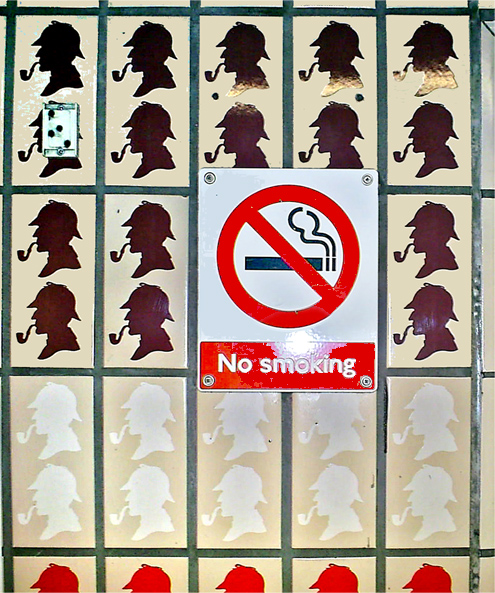

السُّخْريَّة  هي طريقة من طرق التعبير، يستعمل فيها الشخص ألفاظاً تقلب المعنى إلى عكس ما يقصده المتكلم حقيقة. وهي النقد والنقد اللاذع بصورة الضحك والاستهزاء، وغرض الساخر هو النقد أولاً والإضحاك ثانياً، وهو تصوير وضع أو شخصية أو جهة أو طرف أو تيار تصويرا مضحكا: إما بوضعه في صورة مضحكة بواسطة التشويه – الذي لا يصل إلى حد الإيلام – أو تكبير العيوب الأخلاقية والسلوكية أو العضوية أو الحركية أو العقلية أو ما فيه من عيوب ونواقص حين سلوكه مع المجتمع، وكل ذلك بطريقة خاصة غير مباشرة. وعندما توظف بنية عدوانية جدا باستعمال السب والشتم والمس بخلقة الشخص من حيث اللون أو العرق تسمى تهكماً.

## التأثيل
السخرية من مادة (س خ ر) وأصل التسخير: التذليل، جاء في اللسان: سخرته: أي قهرته وذللته. وسخره تسخيراً: كلفه عملا بلا أجرة، وكل مقهور مدبر لا يملك لنفسه ما يخلصه من القهر فذلك: «مسخر» وتسخرت دابة لفلان: أي ركبتها بغير أجر. وأصل المادة في المعجم تدور بعامة حول «اللين» من الناحية الصوتية فإذا تتبعناها عرفنا مقدار ذلك، سواء أكان الحرفان (س، خ) متواليين كما ذكرنا في الهامش، أو منفصلين، ومن هذا يتبين لنا أن الحرفين (س خ) في كلمة (سخر) يوحيان باللين (التذليل) والخفاء، وعدم الإبانة بطريقة مباشرة.

## السخرية في العلم
أثبتت دراسة في جامعة كولومبيا أن التهكم والسخرية تحفز التفكير الإبداعي لدى من يقوم بالتهكم ومن يستمع له ففي عام 2015. كما اقترحت دراسة في سنة 1997 عرضت أساليب متهكمة تقابلها أساليب اعتيادية بالكلام بأن الأسلوب التهكمي أكبر تأثيراً من خلال اعتبار المساهمين بالدراسة أن الأسلوب المتهكم أقوى بأسلوب إدانته للفعل الذي تتمحور حوله الدراسة. لكن دراسة أخرى في جامعة ويسترن اونتاريو خضع لها 66 شخصاً رأوا بالأغلبية أن من يتعرض للسخرية سيشعر بالغضب وأنها ستؤثر في علاقة الأشخاص فيما بينهم. أما التهكم والسخرية عبر الوسائل الالكترونية فقد طرحت دراسة لجامعة الينيوي دراسة نتيجتها ان فهم السخرية والتهكم من الوسائل الالكترونية كان قد تم بنسبة 56% لدى المشاركين بينما كانت بنسبة 73% ممن استمعوا للسخرية بشكل مباشر. كما لوحظ في دراسة أن فك شيفرة التهكم والسخرية بالنسبة للمستمعين يحفز التفكير التجريدي وبالتالي يؤثر أيضاً على التفكير الإبداعي. لكن لم تنف أي من تلك الدراسة دور السخرية في الإساءة للعلاقات بين الأشخاص.

## مفهوم السخرية
حاول ألفرد أدلر أن يرجع السخرية أو يحللها – كانفعال مركب – إلى الغرائز البسيطة التي تتركب منها، فقال:
| سخرية | "هي خليط من انفعالين هما الغضب والاشمئزاز: فنحن إذ تثور فينا غريزة النفور نشمئز، فإذا عدا الشيء الذي أثار اشمئزازنا على صفاء عيشنا، من أية ناحية من النواحي، بعثت فينا غريزة المقاتلة والانفعال المقترن بها، وهو الغضب، فدفعا بنا إلى السخرية مما بعث اشمئزازنا أو ممن أثاره في نفوسنا. ولا يخلو هذا من عنصر الزهو، لأننا ننزع إلى الرضا عن أنفسنا والاسترواح إلى شعورنا، عقب مطاوعة السخرية والانسياق معها". | سخرية |

كل ما يضحك، فهو هزل، ولكنه ينقسم قسمين: أحدهما ليس له غرض أو هدف إلا الإضحاك فحسب وهو ما يطلق عليه الفكاهة، والآخر له غرض هادف واضح – سواء أكان معينا أو غير معين حين إلقاء النكتة – وهو السخرية. النكات التي يمكن أن تكون لمجرد الإضحاك فحسب حينئذ هي الفكاهة، وقد تكون بقصد اللذع والإيلام فهي السخرية، وقد تجمع بين الغرضين.
تمتزج السخرية بالهجاء من ناحية الوظيفة وكلاهما يفترقان من ناحية المادة أو الطبيعة التي يشتمل عليها كل منهما. فالهجاء طريقة مباشرة في الهجوم على العدو، ولكن السخرية طريقة غير مباشرة في الهجوم.

## أساليب السخرية
- أول صور السخرية وأقدمها في تاريخ البشر وأكثرها انتشارا بين العامة هي السخرية «بالمحاكاة» في الكلام والمشي والحركات الجسمية وأنواع السلوك المختلفة، أي في السمات البارزة التي تميز شخصية ما من الشخصيات كأسلوب ما من أساليب الكناية التي يمتاز بها كاتب من الكتاب أو خطيب من الخطباء أو شاعر من الشعراء في قصيدة ما من قصائده.
- ومن أقدم طرق السخرية واكثرها شيوعا السخرية بالصوت، وتلوينه ورفعه وخفضه وإعطائه نبرات خاصة معروفة يفهمها السامع غالبا ويعرف صفاتها التي لا يمكن أن ينقلها القلم إلى الطرس. وكذلك السخرية بانفراج أسارير الوجه وتحريك عضلاته، أو بهز الرأس أو الكتفين أو بالغمز بالعين.
- معالجة الشيء الحقير كأنه عظيم، أو ما يسمى في الأدب العربي «الذم بما يشبه المدح».
- معالجة الشيء العظيم كأنه حقير: ويمكن أن يكون طريقة من طرق الاستهزاء.
- تجاهل العارف أو التبالة.
- التعريض : من أشهر أنواع السخرية في الأدب العربي.
- من صور السخرية التصوير المبالغ فيه (الكاريكاتوري) وهو وضع الشخص في صور مضحكة: كالمبالغة في تصوير عضو من أعضاء الجسم ومحاولة تشويهه إلى حد ما، بحيث يجعل الشخص كأنه لا يدرك أو يعرف إلا بهذا العيب الذي جسده وكبره.
- التلاعب اللفظي: والأساس فيه هو محاولة المتندر أن يكسب الألفاظ معاني غير معانيها الواضحة. فإذا ما اكتشف السامع أن ما يقصده المتكلم هو هذا المعنى الغريب يسخر من فهمه الأول لمعنى الجملة، فيضحك، ويكون التلاعب اللفظي: باختصار الفكرة، أو بالإضافة إليها بحيث تخرجها عن معناها الأصلي أو بتبديل الكلمات المكونة لها، أو بنحت بعض ألفاظها أو بتقسيمها، أو بالعبث بإعجامها.

## السُّخرية في الإسلام
إن السخرية (التي هي الاستهانة والتحقير، والتنبيه على العيوب والنقائص، على وجه يضحك منه، والذي قد يكون بالمحاكاة في القول والفعل، أو يكون بالإشارة والإيماء.).
- مُحرَّمة في الشرع وقد نهى عنها الله تعالى في القرآن وصرح بذلك في قوله جل جلاله (في سورة الحجرات):

﴿يَا أَيُّهَا الَّذِينَ آمَنُوا لَا يَسْخَرْ قَوْمٌ مِنْ قَوْمٍ عَسَى أَنْ يَكُونُوا خَيْرًا مِنْهُمْ وَلَا نِسَاءٌ مِنْ نِسَاءٍ عَسَى أَنْ يَكُنَّ خَيْرًا مِنْهُنَّ وَلَا تَلْمِزُوا أَنْفُسَكُمْ وَلَا تَنَابَزُوا بِالْأَلْقَابِ بِئْسَ الِاسْمُ الْفُسُوقُ بَعْدَ الْإِيمَانِ وَمَنْ لَمْ يَتُبْ فَأُولَئِكَ هُمُ الظَّالِمُونَ ۝١١﴾ [الحجرات:11]
- وكذلك نهى عنها رسول الله ﷺ في أحاديث ومواقف عدة منها:

{{عن أبي هريرة  قال: قال رسول الله صلى الله عليه وسلم: ((لا تحاسدوا، ولا تناجشوا، ولا تباغضوا، ولا تدابروا، ولا يبع بعضكم على بيع بعض، وكونوا عباد الله إخوانًا، المسلم أخو المسلم، لا يظلمه ولا يخذله، ولا يحقره التقوى هاهنا)) ويشير إلى صدره ثلاث مرات ((بحسب امرئ من الشر أن يحقر أخاه المسلم، كل المسلم على المسلم حرام، دمه، وماله، وعرضه)).
- وكذلك العلماء والسلف نبهوا وشددوا في النهي عن السخرية:

- منهم القرطبي، فقد قال: (من لقب أخاه أو سخر منه فهو فاسق).

## روابط خارجية متعلقة
- تدوينة أنارشية نقدية ساخرة تحت عنوان: الديكتاتورية ومؤخرة الإمبراطور